# 川圦神社
川圦神社（かわいりじんじゃ）は、埼玉県加須市の神社。

## 歴史
1427年（応永34年）に創建された。当時の利根川は入り組んでいたため、度々洪水が発生していた。そこで洪水被害から逃れるためにある巡礼者を人柱にした。この巡礼者の霊を慰めるために創建されたのが当社という。隣の大乗院が旧別当寺であった。
1872年（明治5年）、近代社格制度に基づく「村社」に列せられた。ところが1889年（明治22年）、外野村は大越村に吸収合併され、大越村の村社として鷲尾神社が既にあるため、当社は無格社に格下げとなった。1911年（明治44年）に現在地に移転した。現在地には元々「稲荷神社」があり、その稲荷神社を合併する形となった。その名残として、現在も「稲荷講」が行われている。翌年に神社合祀の一環として周辺の2社が合祀された。そのうちの1社は祟りがあったということで、復祀されている。

## 交通アクセス
- 羽生ICより車10分。